# Белокурая бандитка
«Белокурая бандитка» (англ. The Blonde Bandit) — фильм нуар режиссёра Гарри Келлера, который вышел на экраны в 1949 году.
Фильм рассказывает о молодой девушке Глории Делл (Дороти Патрик), которую мошенники подставляют в ограблении. Окружной прокурор Джеймс Деверон (Роберт Роквелл) в обмен на освобождение от судебного преследования требует от неё внедриться в доверие к местному мафиозному боссу Джо Сипелли (Джеральд Мор), чтобы помочь разгромить его банду. Однако в ходе операции между Глорией и Джо вспыхивают любовные отношения, и в финале картины она обещает ждать его возвращения из тюрьмы.
Критики посчитали фильм проходным и не проявили к нему особого интереса.

## Сюжет
Глория Делл (Дороти Патрик) только что прибыла на поезде из провинциального канзасского городка в крупный город на Западе США. На вокзале она ожидает Ларри Гудрича, своего жениха, с которым состояла в переписке, но лично ранее никогда с ним не встречалась. Когда в течение часа Ларри так и не появляется, миссис Хенли из Лиги социального благополучия женщин советует Глории поискать его по адресу, с которого он посылал свои письма. Найдя указанный Ларри адрес, Глория выясняет, что там расположен не жилой дом, как она полагала, а бар. Зайдя внутрь, Глория показывает фотографию жениха бармену, который сообщает, что Ларри ему известен под другим именем. Он действительно проработал в баре несколько месяцев, но сегодня утром был арестован полицией за многожёнство. Бармен отправляет Глорию к своему боссу Джо Сапелли (Джеральд Мор), который советует девушке, у которой практически нет денег, продать присланное Ларри кольцо и на эти деньги купить билет обратно в Канзас. Джо подсказывает ей адрес ближайшего ювелира по имени Чарльз Уинтерс (Алекс Фрейзер), которого хорошо знает. Глория находит этот ювелирный магазин, который уже закрывается, и Уинтрес не хочет её обслуживать. Выяснив однако, что девушка приехала издалека, и в этом городе у неё никого нет, он приглашает её в свой кабинет. Посмотрев кольцо, Уинтерс неожиданно предлагает за него 1000 долларов, что, по мнению Глории, значительно превышает его реальную цену. После того, как удивлённая Глория забирает деньги и отправляется на вокзал, Уинтерс уничтожает чек на покупку кольца. Затем он прячет деньги и наиболее ценный товар в свою машину, устраивает видимость ограбления в магазине и вызывает полицию.
Когда Глория покупает на станции билет, её задерживает сотрудник полиции. В полицейском участке у Глории находят деньги, которые Уинтерс дал ей за кольцо, после чего как подозреваемую в ограблении её помещают в камеру. Тем временем Уинтерс приходит к Джо, который является боссом подпольного букмекерского синдиката, выплачивая ему долг в 300 долларов, утверждая, что деньги получил по страховке за ограбление. После ухода Уинтерса Джо проверяет эту информацию у главы страховой компании, выясняя, что компания только ведёт проверку по этому делу, и страховку пока не выплачивала. Джо понимает, что Уинтерс сам ограбил свой магазин, подставив в этом преступлении Глорию. Джо решает помочь Глории, которая ему понравилась. Он вносит за неё залог в 10 000 долларов, и её выпускают из тюрьмы. Перед выходом на свободу её приглашает к себе окружной прокурор Джеймс Деверон (Роберт Роквелл), который обещает не сообщать родственникам в Канзасе о её аресте, если она поможет разоблачить Сапелли и его банду. Получив её согласие, Деверон передаёт ей деньги, которые оставил для неё Джо. Тем же вечером Джо приглашает Глорию на ужин, во время которого она возвращает ему деньги и просит вместо этого дать ей работу. Джо решает сделать её своей ассистенткой по бизнесу. Так как у него нет официальной бухгалтерии, он хранит все сведения о ставках и выплатах в голове, лишь изредка внося их в особую бухгалтерскую книгу, которую хранит в тайном месте. Джо объезжает с Глорией свои точки, поручая ей пересчитывать и систематизировать полученные деньги. Деверон вызывает к себе Глорию, которая сообщает о тайной книге Джо, которую прокурор требует найти как главную улику против мафиозного босса.
Однажды Джо подвозит Глорию к одной из своих букмекерских контор, куда полиция нагрянула с обыском, который проводят лейтенант Метцгер (Чарльз Кейн) и капитан Робертс (Ларри Джей Блейк). Джо объясняет Глории, что ради сохранения своего бизнеса в целом вынужден время от времени сдавать полиции свои отдельные точки. После этого Джо приводит Глорию в свой ресторан, где расплачивается с коррумпированными Метцгером и Робертсом. Тем же вечером, не подозревая, что Метцгер и Робертс следят за ним, Джо ведёт Глорию на ужин в дом своей матери (Арджентина Брунетти), где показывает ей свою тайную бухгалтерскую книгу. Он, в частности, показывает ей страницу в книге, на которой указано, что Уинтерс после «ограбления» выплатил ему свой долг, что подтверждает невиновность Глории в ограблении ювелирного магазина. После ужина Джо приглашает Глорию полетать на своём частном самолёте. Когда они выходят из дома, Метцгер и Робертс, играя на обе стороны, решают проникнуть внутрь в поисках бухгалтерской книги. Во время полёта Джо дарит Глории дорогое кольцо и делает ей предложение. Видно, что Глория готова ответить согласием, но что-то останавливает её. Она просит у Джо дать ей несколько дней на размышление. Джо предполагает, что Глорию останавливает его связь с преступным миром. Он говорит, что хочет покончить со своей преступной деятельностью, и когда они поженятся, то уедут в другой город, где откроют маленький итальянский ресторанчик. После этих слов они целуются.
На следующий день Глория приходит к Деверону, говоря, что не знает, где книга. Более того, поскольку дело против неё закрыто, она отказывается далее на него работать. Деверон угрожает, что расскажет обо всём Джо, на что Глория отвечает, что сделает это сама. После этого Глория приезжает к Джо, чтобы обо всём ему рассказать. Однако он, не дав ей вымолвить ни слова, отправляет со своей мамой на скачки, а сам на некоторое время уезжает по делам. Перед выездом на ипподром Глория на несколько минут возвращается в дом, чтобы забрать пальто для мамы. За этой сценой внимательно наблюдают Метцгер и Роджерс, которые решают сдать Джо Деверону. После скачек Джо вместе с Глорией и мамой возвращается домой, на пороге которого его поджидает Метцгер, говоря, что ему надо срочно скрыться, так как Деверон приступил к разгрому его точек. Джо заходит домой и видит, что его книгу украли. Он звонит своему адвокату, который советует Джо срочно скрыться, пока его не арестовала полиция. Когда Джо узнаёт от мамы, что Глория заходила в дом одна, он подозревает, что это она украла книгу. Джо бьёт её по лицу, после чего выбегает из дома и уезжает в аэропорт. После его отъезда Метцгер звонит в участок Роджерсу, сообщая, что Джо бежит в аэропорт, и требует незаметно перехватить его по дороге и убить. В этот момент Глория подбирает пистолет и наставляет его на Метцгера, собираясь позвонить Деверону. Когда Метцгер вырывает телефонный шнур, она отдаёт пистолет маме Джо, а сама на машине едет к Деверону, забирает его и вместе они направляются в аэропорт. По дороге Глория даёт Деверону доказательства преступной деятельности Метцгера и Роджерса. Тем временем Метцгер отбирает у мамы Джо пистолет, и также едет в аэропорт. В аэропорту Джо со своим подручным Бенни ожидает заправки своего самолёта. В этот момент туда прибывает с одной стороны Роджерс с копами, а с другой — Глория с Девероном и его людьми. Увидев Глорию и Деверона, Джо с помощником садится в самолёт и начинает разгон. Роджерс стреляет по самолёту, пробивая обшивку, но ни в кого не попадает. Когда Джо пытается оторваться от земли, топливо заканчивается и самолёт падает прямо на взлётную площадку. Деверон немедленно задерживает Роджерса, а затем и Метцгера.
Глория приходит в тюрьму, чтобы навестить Джо, который отделался переломом руки и двумя сломанными рёбрами. Он просит, чтобы она уезжала обратно в Канзас и забыла о нём. Чтобы освободить её от обязательств, Джо говорит, что Глория для него такая же, как и другие его девушки, которым он тоже дарил кольца. Он говорит, что его вскоре выпустят, и возможно он придёт проводить её на вокзал. На вокзале перед отправлением поезда Джо действительно неожиданно появляется, заявляя, что свободен. Глория, решив, что между ними всё кончено, отдаёт ему кольцо, а когда он отказывается его брать, бросает кольцо на землю. Со словами «я не твоя очередная девушка» она уходит в тоннель, затем останавливается и плачет. К Джо подходит Деверон со своими людьми. Прокурор напоминает, что разрешил Джо проводить Глорию в обмен на то, что тот напишет полное чистосердечное признание о своей деятельности. Джо говорит, что хотел бы на Глории жениться, на что Деверон отвечает, что теперь это можно будет сделать очень нескоро. Когда Джо уводят, Глория разворачивается и бежит вслед за ним.

## В ролях
- Джеральд Мор — Джо Сапелли
- Дороти Патрик — Глория Делл
- Роберт Роквелл — окружной прокурор Джеймс Деверон
- Чарльз Кейн — лейтенант Ральф Метцгер
- Ларри Джей Блейк — капитан Эд Робертс
- Арджентина Брунетти — Мама Сапелли
- Ричард Ирвинг — Бенни
- Филип Ван Зандт — Арти Джером
- Алекс Фрейзер — Чарльз Уинтерс
- Тед Жак — бармен

В титрах не указаны
- Ева Новак — тюремная надзирательница
- Лестер Дорр — билетёр

## Создатели фильма и исполнители главных ролей
Это был первый фильм режиссёра Гарри Келлера, который ранее работал монтажёром. Впоследствии Келлер поставил ещё 27 фильмов, наиболее значимыми среди которых были криминальный экшн «Куантес» (1957), фильм нуар «Самка» (1958), вестерны «Семь путей из Сандауна» (1960) и «Шесть черных скакунов» (1962), а также комедии «Тэмми, скажи мне правду» (1961) и «Латунная бутылка» (1964).
В 1950 году Дороти Патрик сыграла главную женскую роль у Келлера в криминальной драме «Запятнанный» (1950), также она сыграла главные и значимые роли в фильмах нуар «Высокая стена» (1947), «Следуй за мной тихо» (1949), «Дом у реки» (1950), «711 Оушен Драйв» (1950) и «Жестокая суббота» (1955).
За свою карьеру, продлившуюся с 1939 по 1968 год, Джеральд Мор сыграл в 69 художественных фильмах, среди которых «Гильда» (1946), «Детективная история» (1951), «Снайпер» (1952), «Ринг» (1952), «Стволы, девочки и гангстеры» (1959), «Грозная красная планета» (1959) и «Смешная девчонка» (1968).
Роберт Роквелл сыграл главные роли в криминальной комедии «По прозвищу Чемпион» (1949) и криминальных фильмах «Суд без присяжных» (1950) и «Без маски» (1950), а также в двух криминальных мелодрамах с Дороти Патрик «Место назначения Большой дом» (1950) и «Бандиты с одинокими сердцами» (1950). В 1952—1956 годах Роквелл играл главную мужскую роль в школьном ситкоме «Наша мисс Брукс» (107 эпизодов).
В актёрском составе фильма также представлены две бывшие звезды немого кино — Монти Блю и Эва Новак.

## Создание фильма
Фильм находился в производстве с начала до середины сентября 1949 года и вышел на экраны 22 декабря 1949 года.

## Критика
Фильм получил невысокие отзывы критики и остался практически незамеченным. Современный историк кино Майкл Кини, в частности, написал, что «скучный сюжет этого фильма компенсируется приличной актёрской игрой и, к счастью, короткой продолжительностью фильма».
По мнению современного критика Хэла Эриксона, это «проходной фильм студии Republic с Дороти Патрик в роли белокурой бандитки». Как отметил критик, «ведущие актёры предлагают поверхностную игру, за исключением Джеральда Мора, манера которого „шутить со смыслом“ освежает роль».